# Siamak (Musiker)
Siamak Seyedasgari (* 5. Juni 1979 in Teheran), bekannt als Siamak ist ein iranischstämmiger Rapper aus Berlin, der auch unter den Pseudonymen "Der persische Punisher" und "Sia der Mak" bekannt ist.

## Biografie
Siamak wurde 1979 im Iran geboren und immigrierte 1980 gemeinsam mit seiner Mutter nach Deutschland. Aufgewachsen ist er in Radolfzell am Bodensee, bevor er mit 19 Jahren nach Berlin umzog.
Seine Musikalische Karriere begann Siamak als Freestyle-MC. Ab 1998 wechselte er zum Rappen und lernte 2000 DJ Gunzales kennen, mit dem er 2002 die Formation Equivalent gründete und durch Live-Shows deutschlandweit bekannt wurde. Sie veröffentlichten im gleichen Jahr das Freestyle-Tape „60 m Freistil“. 2004 löste sich das Duo auf und Siamak veröffentlichte über das Label No Limits die Single Schau mir ins Gesicht über das auch das nachfolgende Album Pimp of Persia im Jahre 2005 erschien.
2006 wechselte Siamak zum Berliner Label Liquor Music und veröffentlichte dort die beiden Mixtapes Liquor Lifestyle Vol. 1 und Liquor Lifestyle Vol. 2.

## Diskografie

### Alben
- 2005: Pimp of Persia

### Mixtapes
- 2006: Liquor Lifestyle Vol. 1
- 2007: Liquor Lifestyle Vol. 2

### Singles
- 2004: Schau mir ins Gesicht
- 2006: Willkommen in Berlin